# مجمعات تحفيز مناعي
مجمعات التحفيز المناعي (بالإنجليزية: [Immune stimulating complexes [ISCOMs)‏ عبارة عن هياكل كروية شبيهة بالقفص المفتوح (قطرها عادة 40 نانومتر) تتشكل تلقائيًا عند خلط الكوليسترول والدهن الفسفوري وصابونين القلاجة تحت قياس كيميائي محدد. يعرض المركب خصائص تحفيز المناعة، وبالتالي يستخدم بشكل أساسي كمساعد للقاح من أجل تحفيز استجابة مناعية أقوى وحماية أطول.

## تاريخ
تم اختراع تقنية المجمعات المنشطة للمناعة في عام 1982 من قبل البروفيسور برور مورين في الجامعة السويدية للعلوم الزراعية في أوبسالا. المكونات الرئيسية للمجمعات المنشطة للمناعة هي صابونين القلاجة، والتي يتم اشتقاقها من لحاء شجرة القلاجة الصابونية. تشتهر القلاجة الصابونية بقدرتها على تنشيط جهاز المناعة. من المعروف أيضًا أن الصابونين بشكل عام يمكن أن يكون له آثار جانبية سامة، بما في ذلك تحريض انحلال الدم. ومع ذلك، عندما يتم خلط صابونين القلاجة والكوليسترول والدهن الفسفوري تحت القياس الكيميائي المحدد الذي يشكل مجمعات تحفيز المناعة، يتم التخلص من نشاط الانحلالي عمليًا، بينما يتم الاحتفاظ بالنشاط المساعد.

## مزايا مناعية
تقدم تقنية مصفوفة-مجمعات التحفيز المناعي العديد من المزايا المناعية والعملية مقارنة بالمواد المساعدة المتوفرة حاليًا. تعمل معظم المواد المساعدة الموجودة في السوق اليوم بشكل أساسي على تنشيط الاستجابة المناعية الخلطية (أي إعطاء استجابة من الجسم المضاد). ومع ذلك، هناك حاجة واضحة لمواد مساعدة قادرة على إحداث استجابة مناعية خلوية أيضًا. تحفز تقنية مجمعات التحفيز المناعي عمومًا تنشيطًا قويًا لكل من الخلايا التي تتوسطها (استجابة الخلايا التائية المساعدة-1) والأذرع الخلطية (استجابة الخلايا التائية المساعدة-2) لجهاز المناعة. ينتج عن هذا جميع الفئات والفئات الفرعية للأجسام المضادة، بالإضافة إلى الاستجابات الخلوية القوية، على سبيل المثال. الخلايا الليمفاوية التائية السامة للخلايا.
هذا الحث القوي للاستجابة الخلوية هو أحد السمات المميزة لتكنولوجيا المصفوفة المحفزة للمناعة. الاستجابة المناعية الخلوية ضرورية للتحصين الفعال ضد مسببات الأمراض داخل الخلايا والالتهابات المزمنة. علاوة على ذلك، فإن التكنولوجيا عالية الكفاءة؛ تسمح استجاباته المناعية طويلة الأمد بتخفيض جرعة المستضد. عادة، يمكن تقليل الجرعة بعامل من 10 إلى 100، مما يقلل بشكل كبير من تكلفة إنتاج اللقاح. يمكن أيضًا أن تكون تقنية المصفوفة المحفزة للمناعة ذات قيمة هائلة في المواقف التي تكون فيها القدرة التصنيعية غير كافية في مواجهة تهديد ناشئ مثل جائحة الأنفلونزا.
إن تقنية المركبات المحفزة للمناعة قادرة أيضًا على إحداث استجابة مناعية تكيفية في وجود أجسام مضادة موجودة مسبقًا، على سبيل المثال في الأطفال حديثي الولادة الذين لديهم أجسام مضادة للأم.
الاستقرار الكيميائي لمصفوفة-مجمعات التحفيز المناعي لها قيمة عملية كبيرة. أثبتت المجمعات المحفزة للمناعة أن عمر التخزين لعدة سنوات أثناء التخزين في المحاليل المائية عند +2-8 درجة مئوية (مقارنة بأشهر الصابونين المجاني).
نظرًا لأنه يتم خلط المجمعات المحفزة للمناعة ببساطة مع تصنيع ما بعد المستضد، فإنها توفر مزايا إنتاجية كبيرة ومرونة في تصميم اللقاح. ومع ذلك، إذا لزم الأمر، يمكن أيضًا دمج المستضد في الهيكل.

## روابط خارجية
الصفحة الرئيسية لإيسكونوفا